# Okres Östlich Raron
Okres Östlich Raron (francouzsky District de Rarogne oriental) je jedním z okresů kantonu Valais ve Švýcarsku. Jeho sídlem je Mörel-Filet. Vzhledem k tomu, že okres vznikl vyčleněním z původního okresu Raron, má v současnosti status „polookresu“ (společně s druhým polookresem Westlich Raron).

## Seznam obcí
| Znak        | Název obce  | Počet obyvatel (31. 12. 2021) | Rozloha (km²) | Hustota zalidnění (obyv./km²) |
| ----------- | ----------- | ----------------------------- | ------------- | ----------------------------- |
| Bettmeralp  | Bettmeralp  | 456                           | 28,79         | 16                            |
| Bister      | Bister      | 33                            | 5,81          | 6                             |
| Bitsch      | Bitsch      | 1079                          | 5,79          | 186                           |
| Grengiols   | Grengiols   | 415                           | 58,52         | 7                             |
| Mörel-Filet | Mörel-Filet | 724                           | 8,55          | 85                            |
| Riederalp   | Riederalp   | 423                           | 19,09         | 22                            |
| Celkem (6)  | Celkem (6)  | 3025                          | 126,55        | 24                            |